# Athens Trophy 1990
Athens Trophy 1990 — жіночий тенісний турнір, що проходив на відкритих кортах з ґрунтовим покриттям в Афінах (Греція). Належав до турнірів Tier V в рамках Туру WTA 1990. Турнір відбувся вп'яте і тривав з 10 до 16 вересня 1990 року. Четверта сіяна Сесілія Дальман здобула титул в одиночному розряді і отримала 13,5 тис. доларів.

## Фінальна частина

### Одиночний розряд
Сесілія Дальман —  Катя Пікколіні 7–5, 7–5
- Для Дальман це був єдиний титул в одиночному розряді за сезон і 2-й - за кар'єру.

### Парний розряд
Лаура Гарроне /  Карін Кшвендт —  Леона Ласкова /  Яна Поспішилова 6–0, 1–6, 7–6
- Для Гарроне це був 2-й титул за сезон і 3-й — за кар'єру. Для Кшвендт це був 2-й титул за сезон і 2-й - за кар'єру.